# Тоен
Тоен (гал. Toén, ісп. Toén) — муніципалітет в Іспанії, у складі автономної спільноти Галісія, у провінції Оренсе. Населення — 2635 осіб (2009).
Муніципалітет розташований на відстані близько 410 км на північний захід від Мадрида, 7 км на захід від Оренсе.
Муніципалітет складається з таких паррокій: Алонгос, Феа, Морейрас, Мугарес, Пуга, Тоен, Трельє, Шестоса.

## Демографія
Динаміка населення (INE ):

## Галерея зображень

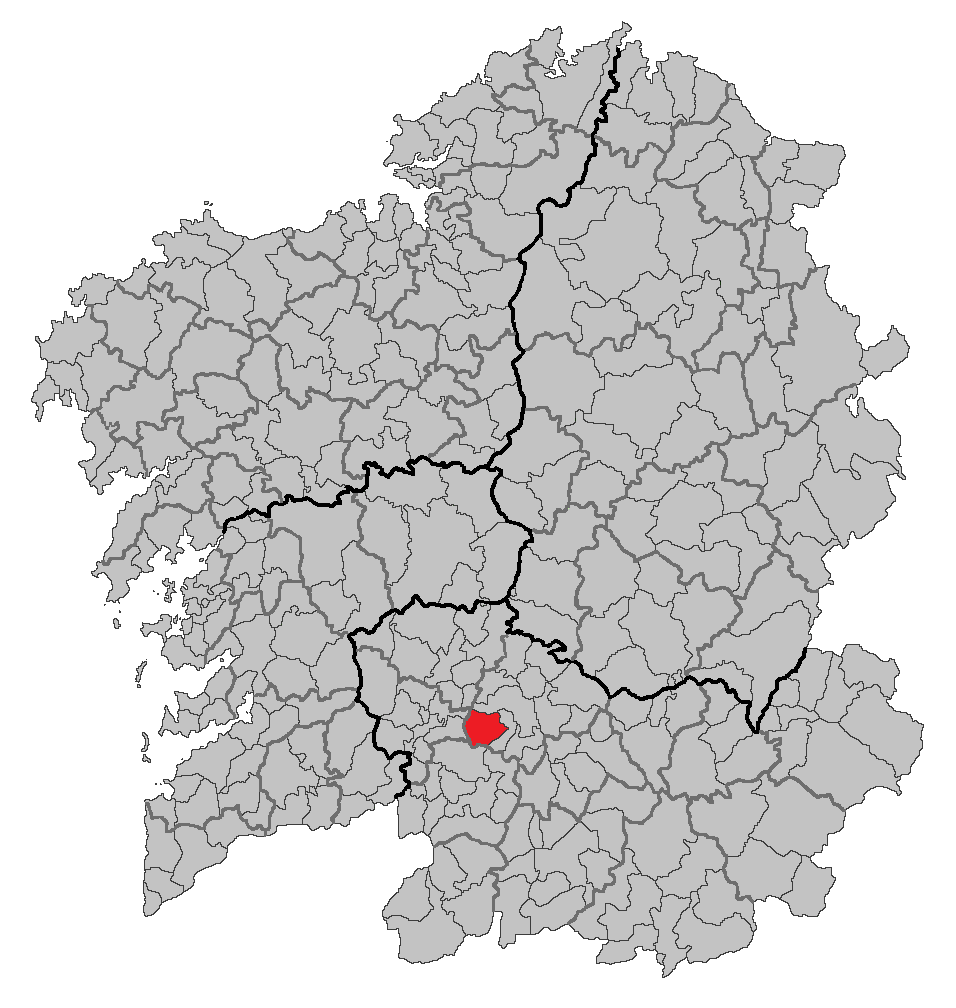
Розташування муніципалітету